# Łubnice (Święty Krzyż)
Łubnice is een dorp in het Poolse woiwodschap Święty Krzyż, in het district Staszowski. De plaats maakt deel uit van de gemeente Łubnice en telt 310 inwoners.